# Парчиси
Парчи́си (parcheesi), парчизи или «двадцать пять», — это американская адаптация традиционной индийской игры пачиси, которая зародилась ок. 500 г. Она имеет небольшие отличия от оригинальной версии в правилах, другое написание в латинице. В оригинале вместо костей использовались ракушки каури. Другой распространённый вариант игры также известен под названием лудо. В России в начале XX века игра была известна под названием «Не сердись, дружок» или «рич-рач».

Доска для игры в парчиси

## Правила
В парчиси играют 16-ю фишками c двумя игральными костями на специальной доске с изображением креста и четырёх кругов (домов) по углам. В игру могут играть от двух до четырёх человек, каждый из которых получает четыре фишки одного цвета — жёлтого, зелёного, красного или синего, — хотя имеются версии и для бо́льшего количества игроков. Тогда на поле сперва добавляются фишки оранжевого, а потом фиолетового цвета. В Испании, где эта игра пользовалась и до сих пор пользуется большой популярностью, можно найти доски даже для восьми игроков.
В начале игры каждый игрок выставляет свои фишки в один из домов (обычно тот, который находится со стороны правой руки). Цель игры состоит в том, чтобы пройдя полный круг сперва по внешней дорожке креста, а потом по внутренней, довести их до центрального поля. Число полей на этих дорожках может варьироваться, например, на верхней иллюстрации их 96. 12 из них закрашены в серо-голубой цвет и являются «безопасными». Фишки вступают в игру с безопасного поля слева от их дома и начинают движение по часовой стрелке. Вывести фишку из дома можно только в том случае, когда сумма на игральных костях или хотя бы одно из них показывает 5. Когда фишку нельзя передвинуть на выпавшее количество очков, игрок пропускает ход.
Сбивание фишек. Если во время своего хода игрок попадает на небезопасное поле, уже занятое чужой фишкой, эта фишка считается сбитой и возвращается в свой дом. Фишку на небезопасном поле можно сбить двумя способами:
- если сумма костей указывает на это поле;
- если одна из костей указывает на это поле. Тогда, сбив фишку, игрок заканчивает ход соответственно оставшимся очкам на второй кости.

Кроме того, игрок, сбивший фишку, награждается двадцатью дополнительными очками, которые пропадают, если не могут быть использованы. Фишку, находящуюся на безопасном поле, сбить нельзя, за исключением того случая, когда с этого поля вступает в игру (из дома) другая фишка.
Блокада. Две фишки одинакового цвета, находящиеся на одном поле, могут образовывать блокаду. Через неё не могут пройти никакие другие фишки, включая фишки самого игрока, и её разрешается держать не более трёх ходов.
Дубль даёт игроку право на повторный ход. Причём, если все фишки игрока уже выведены из дома, то при дубле могут использоваться очки с обратной стороны костей. Например, если выпал дубль 6-6, игрок сможет использовать 1-1 или любые их комбинации, т.о. у него появляется выбор из 30 ходов вместо 10 (ходить можно одной или двумя фишками).
Центральное поле. Попасть в центральное поле можно только с точного числа очков.